# Merle cendré
Turdus tephronotus
Espèce
Statut de conservation UICN

 LC  : Préoccupation mineure
Le Merle cendré (Turdus tephronotus), également appelé grive à lunettes, est une espèce de passereaux appartenant à la famille des Turdidae. C'est une espèce monotypique.

## Habitats et répartition
Cet oiseau vit en Éthiopie, au Kenya, en Somalie et en Tanzanie. Il habite les savanes sèches.